# Yasuhito Endō
Yasuhito Endō (nascut a Kagoshima, Prefectura de Kagoshima, Japó, el 28 de gener del 1980), és un futbolista professional japonès que actualment juga de mig-defensiu al Gamba Osaka de la J. League. En 2009 va ser premiat com a millor futbolista d'Àsia.

## Internacional
Endō també juga per la selecció del Japó des del 2002. El 16 d'octubre de 2012 va esdenir el futbolista que més partits ha jugat amb la seva selecció, amb 123 internacionalitats. El 12 de maig de 2014 s'anuncià la seva inclusió a la llista de 23 jugadors de la selecció japonesa per disputar el Mundial de 2014 al Brasil. Els dorsals van ser anunciats el 25 de maig. En categoria absoluta, Endō ha participat en tres Copes del Món (Alemanya 2006, Sud-àfrica 2010 i Bràsil 2014), quatre Copes d'Àsia (2004, 2007, 2011 i 2015) i tres Copes Confederacions (2003, 2005 i 2013).